# Roquetes (metrostation)
Roquetes is een metrostation aan Lijn 3 (groene lijn) van de metro van Barcelona. De opening van dit station was op 4 oktober 2008 als onderdeel van de uitbreiding van de lijn vanaf Canyelles naar Trinitat Nova. De naam dankt het station aan de buurt Roquetes in het district Nou Barris. Dit station heeft ingangen vanaf carrer Jaume Pinent, carrer de les Torres en Parc de Roquetes bij carrer Vidal i Guasch. Het station heeft twee toegangshallen waarvan één zich op straatniveau bevindt. Het perron ligt 50 meter onder straatniveau, en was daarmee bij de opening in 2008 het diepst gelegen station van de stad. Tegenwoordig is dat El Coll | La Teixonera.
Het mag niet verward worden met Via Júlia station aan lijn 4 dat voor 1992 de naam Roquetes droeg.